# Tansaran Bidin
Tansaran Bidin is een bestuurslaag in het regentschap Bener Meriah van de provincie Atjeh, Indonesië. Tansaran Bidin telt 360 inwoners (volkstelling 2010).